# SVリーグ (法人)
一般社団法人SVリーグとは、日本バレーボール協会とともにSVリーグを主催する一般社団法人である。略称SVL。SVリーグ参加チーム及び日本協会は社員として所属。現在のチェアマン（代表理事）は大河正明。

## 歴史
Vリーグは全日本バレーボール選抜男女リーグ（通称：日本リーグ）の後継として1994年に誕生した。当初Vリーグのプロ化が検討されていたが、不景気などによりこの構想は見送りとなった。
- 2003年（平成15年）4月1日 - リーグの法人化を前提に日本協会の内部組織としてVリーグ機構を発足。
- 2005年（平成17年）9月1日 - 有限責任中間法人日本バレーボールリーグ機構として登記・設立された。Vリーグと日本協会を社員として構成。
- 2006年（平成18年） これまでのVリーグチームに加えて、V1リーグのチームも社員として加入。これに伴い、従来のVリーグは「プレミアリーグ」、V1リーグも「チャレンジリーグ」に変更される。
  - 2007年以降、Vリーグと呼ぶ場合、このVリーグ機構が主催に関わるリーグ戦（プレミアリーグ・チャレンジリーグ）の総称になる。
- 2009年4月30日 - 一般社団法人日本バレーボールリーグ機構に名称を変更したと発表。公益法人制度改革に伴う措置。
- 2015年2月2日 - 2015/16シーズンからV・チャレンジリーグを2部リーグ制とすると発表[1]。
- 2015年8月7日 - ジュニアチームによるVリーグジュニア選手権大会を新設すると発表[2]。
- 2016年9月20日 - 2018/19シーズンを目途に現在のプレミアリーグの上位に位置するリーグとして「独立した運営母体を形成したチーム」による「スーパーリーグ（仮称）」を新設すると発表[3]。

- 2017年9月28日 - 上記に関連し、排球堂マーケティング株式会社を設立[4]。
- 2023年9月25日 - 一般社団法人ジャパンバレーボールリーグに改称[5]。
- 2024年7月1日 - 当法人を一般社団法人SVリーグに改称し、一般社団法人ジャパンバレーボールリーグを分割[6]。初代チェアマン（代表理事）に大河正明が就任[7]。

## 主催大会
- SVリーグ

過去
- V.LEAGUE V1リーグ、V2リーグ、V3リーグ（2018/19シーズンから2023/24シーズンまで）
- V・プレミアリーグ（2017/18シーズンまで）
- V・チャレンジリーグ（V・チャレンジリーグI、V・チャレンジリーグII）（2017/18シーズンまで）
- V・チャレンジマッチ、V・チャレンジリーグ入替戦
- 日韓Vリーグトップマッチ（日本開催）
- V・サマーリーグ
- Vリーグジュニア選手権大会

## 2018/19シーズンからのリーグ再編
2017/18シーズンまでのV・プレミアリーグ、V・チャレンジリーグI、V・チャレンジリーグIIに変わり、新たにS1リーグ、S2リーグ、S3リーグに再編される。議論の過程についてはプロリーグ構想 (バレーボール)を参照のこと。
| リーグ名              | チーム数     |
| V・プレミアリーグ     | 男女各8      |
| V・チャレンジリーグI  | 男女各8      |
| V・チャレンジリーグII | 男子8、女子6 |

| リーグ名 | チーム数                         |
| S1リーグ | 男子10、女子12                   |
| S2リーグ | 男子未定、女子10                 |
| S3リーグ | 男子未定、女子は開催の可能性あり |

2017年12月25日、日本バレーボールリーグ機構は新リーグの名称を「ジャパンバレーボールSリーグ」とし、各リーグの名称も仮称通りS1リーグ、S2リーグ、S3リーグとすると発表した。またSリーグ移行に伴うライセンス制導入について各チームの取得状況を発表した。
| ライセンス       | 男子 | 女子 |
| S1               | - 東レ・アローズ - 豊田合成トレフェルサ - ジェイテクトSTINGS - サントリーサンバーズ - パナソニック・パンサーズ - 堺ブレイザーズ - JTサンダーズ広島 - FC東京 - 大分三好ヴァイセアドラー - VC長野トライデンツ - つくばユナイテッドSun GAIA | - NECレッドロケッツ - 久光製薬スプリングス - 日立リヴァーレ - JTマーヴェラス - トヨタ車体クインシーズ - 東レ・アローズ - デンソー・エアリービーズ - 上尾メディックス - 岡山シーガルズ - PFUブルーキャッツ - KUROBEアクアフェアリーズ - JAぎふリオレーナ - フォレストリーヴズ熊本 - ブレス浜松 |
| S2               | - 富士通カワサキレッドスピリッツ - 大同特殊鋼レッドスター - トヨタ自動車サンホークス - 警視庁フォートファイターズ - 埼玉アザレア - 東京ヴェルディ - きんでんトリニティーブリッツ - 長野GaRons                                            | - 大野石油広島オイラーズ - トヨタ自動車ヴァルキューレ - 柏エンゼルクロス - 群馬銀行グリーンウイングス - プレステージ・インターナショナルアランマーレ - GSS東京サンビームズ - 大阪スーペリアーズ                                                                                               |
| S3 ※審査中を含む | - 近畿クラブスフィーダ - 兵庫デルフィーノ - 奈良NBKドリーマーズ - 東京トヨペット・グリーンスパークル - ヴォレアス北海道 - ヴィアティン三重 - 申請中1チーム                                                                               | - 申請中1チーム |

## 準加盟制度
Vリーグ機構では2008年より準加盟制度を制定する事が決定した。
プロサッカー・Jリーグにおける同様の制度を参考にしたものとされる。地域リーグ以下に所属し、機構入社のための条件を整えたチームを手続き・審査の上で準加盟に承認され、機構及びVリーグ各チームの協力・支援の下で活動を継続し、入社（チャレンジリーグ参加）の資格を得ることができる制度である。
2009年1月、沖縄県浦添市の女子チームである残波WINGSが準加盟第1号となったのに続き、同年9月には男子チームで初となるNBKドリーマーズ、10月にはJAぎふが準加盟した。2013年7月には男子クラブチームの千葉県選抜バレーボールチームが準加盟を果たした。2013年9月には男子クラブチームの埼玉アザレアが準加盟となった
。2013年11月には、女子で3チーム目となるトヨタ自動車ヴァルキューレが、男子では4チーム目となるVC長野トライデンツの準加盟が発表された。
2012年1月、準加盟チームのJAぎふを条件付きで、2012/13シーズンからチャレンジリーグに昇格させることを内定したと発表。
2015年3月5日、V・チャレンジリーグIIの新設に伴い、プレステージ・インターナショナルと群馬銀行の準加盟が内定した。
2016年12月、ヴォレアス北海道及びヴィアティン三重（共に男子チーム）の準加盟内定が発表された。

## 選手
選手登録
Vリーグ独自の登録規程を有している。Vリーグ登録するためには、JVA登録したチームの所属選手であれば、だれでも登録選手となることができる。チームとの契約形態から大別して、正社員選手、嘱託社員（期間契約社員）選手、個人事業主型選手、選手契約型（雇用契約なし）選手の4つの型に分類できる。選手契約型は事実上の「プロ契約選手」と同じで、他はいわゆる「アマチュア登録選手」である。毎試合ごとにベンチ登録できる選手は14人まで（2007-08までは12人）、うち外国人選手は1人までとなっている。13人以上登録の場合はリベロを2人登録しなければならない。
移籍
移籍選手は、移籍元を退社（退部）してから1年はリーグ戦の出場が認められない。ただし、移籍同意書が提出された場合及び前所属先が休廃部になるなど止むを得ない場合や海外移籍はこの限りではない。また、Vリーグ以外の公式戦（天皇杯・皇后杯、黒鷲旗、国体など）は出場が可能となる。2009年からは移籍規定が改定され、移籍希望選手について前所属より機構主催大会への1年間出場が認められるか否かでAまたはBに区分の上で公示されていた。2016年からは「移籍公示リスト」が導入され、従来の区分を廃止して機構主催大会の出場を可とする選手のみ「移籍希望選手」とする。
派遣（レンタル移籍）
Vリーグでは、選手の派遣（レンタル移籍）制度はない。しかし、二重登録についての規制は緩いため、選手派遣は各チームが独自の制度（NECレッドロケッツの海外派遣制度など）として海外や下部リーグ等へ派遣される場合もある。
内定選手
日本リーグ時代に内定選手制度ができた。この制度は、翌年度に中学・高校・大学等を卒業予定で、既に内定を受けている選手（内定選手）を登録して加入年の1月より出場させることが可能とするものである（同様の制度はハンドボールでも採用）。現在は、上記の通りさらに門戸が広げられ、JVA登録選手であり、Vリーグのチームと選手契約をした選手であれば、誰でも登録し出場可能である。

## 役員
| 役職                   | 氏名       | 経歴                                                                                       |
| ---------------------- | ---------- | ------------------------------------------------------------------------------------------ |
| 代表理事（チェアマン） | 大河正明   | （一社）ジャパンバレーボールリーグ代表理事CEO びわこ成蹊スポーツ大学特別招聘教授・運営顧問 |
| 業務執行理事           | 江川剛司   | （株）仙台89ERS取締役経営企画室長 霞ヶ関キャピタル（株）財務本部事業開発部顧問             |
| 理事                   | 荒木絵里香 | トヨタ車体（株）チームコーディネーター                                                     |
| 理事                   | 金川裕一   | （公財）日本バレーボール協会副会長 （株）エル・ティー・エス取締役会長                      |
| 理事                   | 刈屋富士雄 | （株）立飛ホールディングス執行役員                                                         |
| 理事                   | 久保田剛   | パナソニックスポーツ（株）代表取締役社長                                                   |
| 理事                   | 杉山明美   | （株）クリスタル・SUGIYAMAAKEMI代表取締役                                                  |
| 理事                   | 髙田春奈   | （株）エスプリングホールディングス代表取締役社長 （一社）日本女子サッカーリーグ理事長      |
| 理事                   | 玉上進一   | （株）プレステージ・インターナショナル代表取締役                                           |
| 監事                   | 中村克己   | 国広総合法律事務所 パートナー弁護士                                                        |
| 監事                   | 矢野奈保子 | 矢野公認会計士事務所 代表 公認会計士                                                       |

### 歴代代表理事
歴代の代表理事（会長）は下記の通り。
- 山岸紀郎 （2005-2006年、2007-2008年）
- 丸山誠（2006-2007年）
- 梅野實（2008-2010年）
- 木村憲治（2010-2015年）
- 嶋岡健治（2015年-2021年）
- 國分裕之（2021年-2024年）
- 大河正明（2024年-）

## キャッチコピー
2006-07シーズンよりシーズンキャッチコピーを公募により採用している。応募はVリーグ公式HP及びバレーボール雑誌「月刊バレーボール」を通じて受け付ける。
- 2006-07 Vの新たな挑戦（チャレンジ） バレーリーグ40年・・歴史を力に
- 2007-08 北京へ響け!Vの鼓動 〜みんなの思いを力に変えて〜
- 2008-09 もっとチャレンジ!きっとプレミア!ずっとVリーグ!
- 2009-10 キミの街にVがいる! 〜輝く笑顔をボールにのせて〜
- 2010-11 熱競宣言＝全力応援×全力プレー
- 2011-12 Vの力! 〜今できるすべてをかけて〜
- 2012-13 Vの輪 〜想いの先に道がある〜
- 2013-14 Vリーグ20年 ～未来につながる感動を～
- 2014-15 Vの光 ～新たな一歩を踏み出すとき～
- 2015-16 Vの躍動 - つなげよう感動を！ -
- 2017-18 未来へつなげ！

また正式なキャッチコピーではないが、第1回Vリーグ大会からプログラムやポスターなどで使用されたフレーズが存在する。
| Vリーグ大会名     | 男子                                     | 女子                                       |
| ----------------- | ---------------------------------------- | ------------------------------------------ |
| 第1回（1994-95）  | Vリーグ男子、発進する                    | Vリーグ女子、発進する                      |
| 第2回（1995-96）  | Vリーグ男子、魅せます                    | Vリーグ女子、魅せます                      |
| 第2回（1995-96）  | Vの衝撃（リーグを飾る選手たち）          | Vの誘惑（リーグを飾る選手たち）            |
| 第3回（1996-97）  | Vリーグで、反撃開始                      | Vリーグで、反撃開始                        |
| 第3回（1996-97）  | V Heroes（リーグを飾るスタープレーヤー） | V Heroines（リーグを飾るスタープレーヤー） |
| 第4回（1997-98）  | Believe V.League                         | Believe V.League                           |
| 第4回（1997-98）  | 飛翔する群像 on the V road               | 挑戦と対決 on the V road                   |
| 第5回（1998-99）  | きらり!個性 多士済々                     | きらり!個性 百花繚乱                       |
| 第6回（1999-00）  | Vの星                                    | Vの花                                      |
| 第7回（2000-01）  | 新世紀の日本のバレー発進!                | 新世紀の日本のバレー発進!                  |
| 第7回（2000-01）  | 新世紀に架ける橋・綺羅星の如く           | 新世紀に架ける橋・花のように蝶のように     |
| 第8回（2001-02）  | Rising Stars                             | Rising Stars                               |
| 第9回（2002-03）  | バレーボール列島横断                     | バレーボール列島横断                       |
| 第9回（2002-03）  | 天使の翼をもつヒーローたち               | 天使の翼をもつヒロインたち                 |
| 第10回（2003-04） | HIGH 10 SION!                            | HIGH 10 SION!                              |
| 第10回（2003-04） | Vから世界へ 勇者たちの飛翔               | Vから世界へ 天使たちの飛翔                 |
| 第11回（2004-05） | ベストで戦うVリーグ                      | ベストで戦うVリーグ                        |
| 第12回（2005-06） | 北京奪取                                 | 北京奪取                                   |

## マスコットキャラクター
2016年に国内リーグ開設50周年を記念してマスコットキャラクターが制作され、名前を公募し「ブイリー」に決定した。

## V・明日夢プロジェクト
2012年12月、VリーガーOB・OGによるバレーボール教室やイベントなどを通じ、バレーボール広報・普及活動を開始した。

## テーマソング
- 2006/07シーズンより2011/12シーズンまで: 「もっと☆きっと☆ずっと」（スーパーバンド）- 試聴（会員制）
- 2012/13シーズンより:

Vリーグテーマソング「View To The Top」（下野ヒトシプロデュース）
Vリーグアンセム「The Voice Of Glory」（同）
オフィシャル応援ソング「光れ～～Circle of smile～」（歌：若狭みなと） - 配信サイト
- 2015/16 テーマソング「Destiny feat. MLC」（歌：塩ノ谷早耶香）[31]
- 2016/17 オフィシャルソング 「やくそく」（歌：上野優華）[32]
- 2017/18 オフィシャルソング 「光」（歌：上野優華）[33]

## アンバサダー
2012-13シーズンより「応援アンバサダー」（英語: Ambassador=大使の意）を任命した。このシステムはバレーボールの魅力を広め、Vリーグを盛り上げようとする初めての試みであった。2年目となる2013-14シーズンには「排球大使（アンバサダー）」と名称を変更した。2015/16シーズンからは、イメージアーティストとした。
| シーズン | 名称                     | 氏名         | 氏名       | 氏名       | 氏名     | 氏名     | 氏名     |
| -------- | ------------------------ | ------------ | ---------- | ---------- | -------- | -------- | -------- |
| 2012/13  | 応援アンバサダー         | 若狭みなと   |            |            |          |          |          |
| 2013/14  | 排球大使（アンバサダー） | 石川梨華     | 吉澤ひとみ | 沼田さくら | 山本隆弘 | 大山加奈 | 荻野正二 |
| 2015/16  | イメージアーティスト     | 塩ノ谷早耶香 |            |            |          |          |          |
| 2016/17  | オフィシャルサポーター   | 上野優華     |            |            |          |          |          |
| 2016/17  | 50周年記念アンバサダー   | 山本隆弘     | 大林素子   |            |          |          |          |
| 2017/18  | オフィシャルサポーター   | 上野優華     |            |            |          |          |          |

## 50周年記念イベント
2016/17シーズンは、1967年に全日本バレーボール選抜男女リーグが開催されて50周年にあたり様々なイベントが執り行われた為、50周年記念アンバサダーを設け、山本隆弘、大林素子が就任した。

### Vリーグ大運動会
2016年9月10日にV・プレミアリーグ及びチャレンジリーグの全選手が駒沢オリンピック公園総合運動場体育館に終結して、ファンとの交流イベントを行った。

### オールスターゲーム
2001年度を最後に開催が途絶えていたオールスター戦を執り行う。概要は次の通り。
- 日程 2017年3月25日（女子）、26日（男子）
- 場所 深谷市総合体育館
- 試合 第一試合 - チャレンジリーグオールスター戦、第二試合 - プレミアリーグオールスター戦
- 出場選手 ファン投票で選出された選手（各ポジション5名、ただしウィングスパイカーは10名）及びVリーグ機構が推薦した選手。

ファン投票で1位選出された選手は下記のとおり。プレミアリーグの最多得票は男子が柳田将洋（サントリー）、女子が山口舞（岡山）。チャレンジリーグでは男子が浅野卓雅（富士通）、女子が鍋谷友理枝（デンソー）となった。
プレミアリーグ
| ポジション         | 選手名     | 所属チーム |
| ------------------ | ---------- | ---------- |
| セッター           | 内山正平   | 豊田合成   |
| ウィングスパイカー | 柳田将洋   | サントリー |
| ミドルブロッカー   | 傳田亮太   | 豊田合成   |
| リベロ             | 古賀幸一郎 | 豊田合成   |

| ポジション         | 選手名   | 所属チーム |
| ------------------ | -------- | ---------- |
| セッター           | 佐藤美弥 | 日立       |
| ウィングスパイカー | 石井優希 | 久光製薬   |
| ミドルブロッカー   | 山口舞   | 岡山       |
| リベロ             | 鳥越未玖 | NEC        |

チャレンジリーグ
| ポジション         | 選手名                   | 所属チーム |
| ------------------ | ------------------------ | ---------- |
| セッター           | 新貴裕                   | 富士通     |
| ウィングスパイカー | 浅野卓雅                 | 富士通     |
| ミドルブロッカー   | アレキサンダー・オソキン | VC長野     |
| リベロ             | 峰尾拓                   | VC長野     |

| ポジション         | 選手名     | 所属チーム |
| ------------------ | ---------- | ---------- |
| セッター           | 田原愛里   | デンソー   |
| ウィングスパイカー | 鍋谷友理枝 | デンソー   |
| ミドルブロッカー   | 石井里沙   | デンソー   |
| リベロ             | 山岸あかね | 上尾       |